# Bahnhof Werdohl

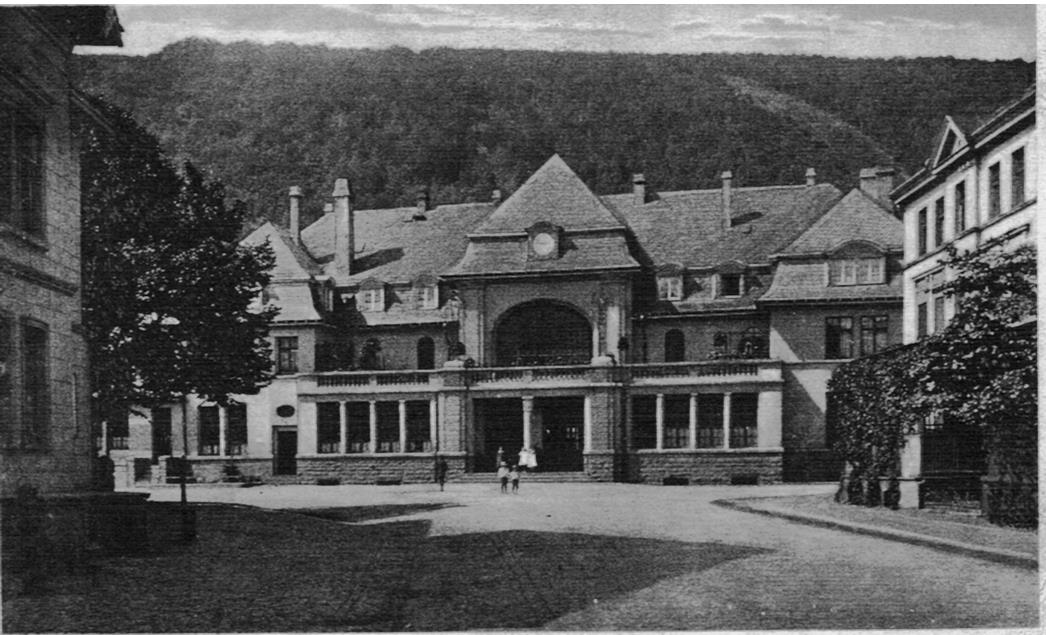
Bahnhof um 1925

Der Bahnhof Werdohl ist der Personenbahnhof der Stadt Werdohl. Er liegt an der Ruhr-Sieg-Strecke, die von Hagen nach Siegen führt und wurde 1861 mit Inbetriebnahme der Strecke eröffnet. Von 1887 bis 1955 war Werdohl außerdem Endpunkt der von der Kreis Altenaer Eisenbahn betriebenen Kleinbahnstrecke nach Lüdenscheid.
Seit Ende Dezember 2012 ist der Bahnhof Werdohl zudem einer der Startpunkte des Wanderweges Sauerland-Höhenflug. Werdohl erhielt 2016 die Auszeichnung NRW-Wanderbahnhof 2016.

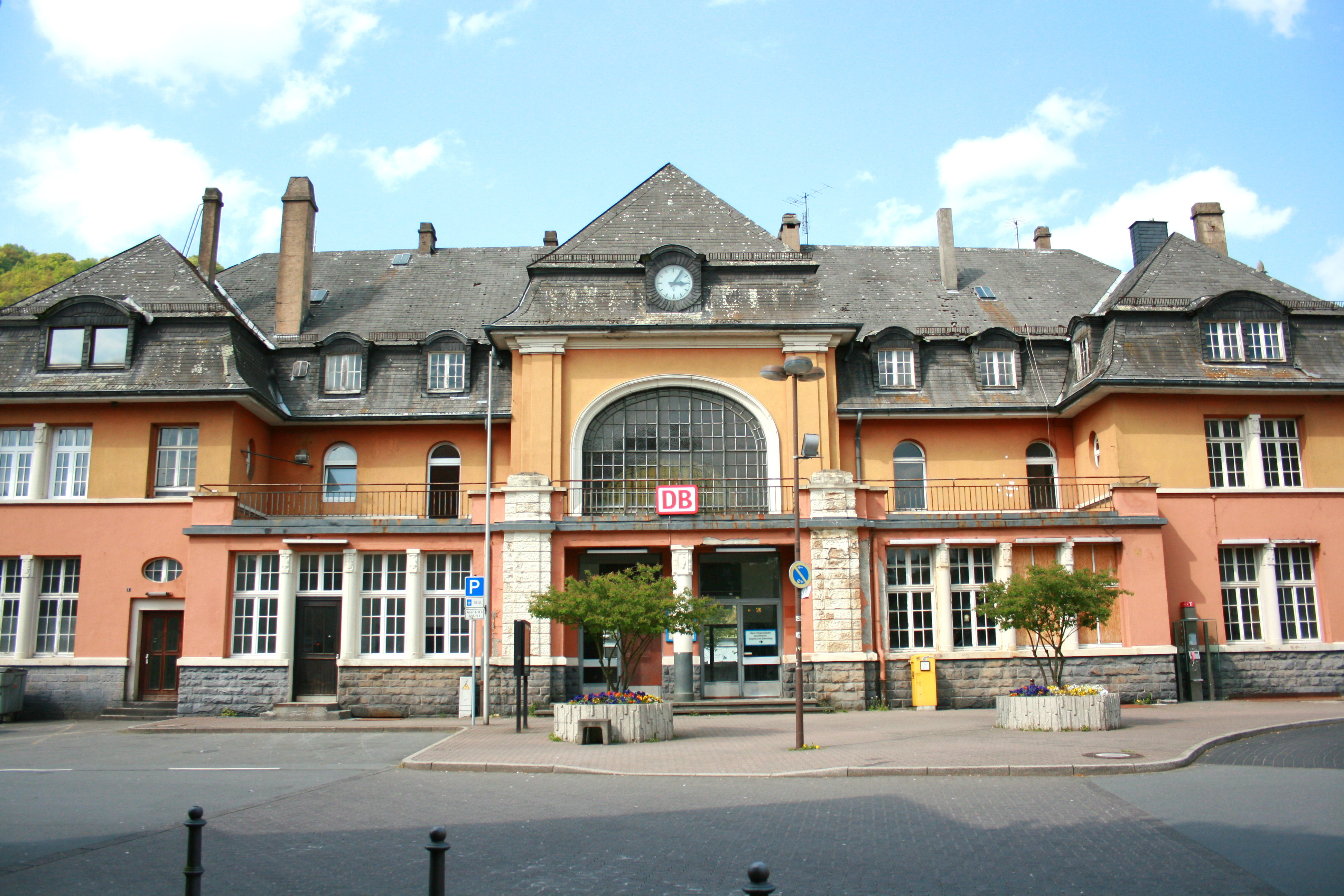
Der Bahnhof 2009

## Bahnhofsgebäude
Das neubarocke Empfangsgebäude mit zwei Stockwerken wurde 1914 errichtet. Es ist heute Teil der Denkmalroute Märkische Straße Technischer Kulturdenkmäler. Das stadtbildprägende Empfangsgebäude wurde 2008 durch die Stadt Werdohl erworben. Von Juli 2011 bis 2013 wurde das Bahnhofsgebäude der Stadt Werdohl aufwändig saniert. Das Bauvolumen betrug rund 2,9 Millionen Euro.
Im Keller des Bahnhofsanbaus findet das Stadtarchiv eine neue Bleibe. Im Erdgeschoss befindet sich eine Touristeninformation. Die Räume im Obergeschoss des Hauptgebäudes sollen für das Stadtmuseum und das Kleine Kulturforum reserviert werden. Am 21. März 2013 ist die Wohnungsgesellschaft Werdohl GmbH (Woge) als erster Mieter in das sanierte Bahnhofsgebäude eingezogen. Somit hat die Woge deutlich mehr Platz als an ihrem alten Standort an der Dammstraße.
Die Bäckerei Grote ist der Woge am 18. April 2013 in das neugestaltete Bahnhofsgebäude gefolgt. Die Gesamteröffnung des sanierten Werdohler Bahnhofsgebäudes erfolgte am Samstag, den 15. Juni 2013, zusammen mit dem nordrhein-westfälischen Bau- und Verkehrsminister Michael Groschek (SPD).

## Bahnhofsgelände
Auf dem Bahnhofsgelände befinden sich mehrere Geschäfte, Firmen und ein Supermarkt, die sich nördlich und südlich von den Eisenbahngleisen gruppieren. Eine Brücke verbindet den Mittelbahnsteig mit den beiden Arealen nördlich und südlich der Gleise. Die Brücke hat an beiden Enden und am Mittelbahnsteig Aufzüge und Treppen, die den Bahnhof barrierefrei machen.
Nach einem mechanischen Stellwerk war im Bahnhof von 1965 bis 2006 ein Relaisstellwerk der Bauform Dr S3(2) in Betrieb, dessen Gebäude 2011 nach Leerstand abgerissen wurde. 2006 wurde ein von Finnentrop aus ferngesteuertes Elektronisches Stellwerk in Betrieb genommen.
In der Nähe des Bahnhofs befindet sich der Busbahnhof von Werdohl.

## Zugverkehr

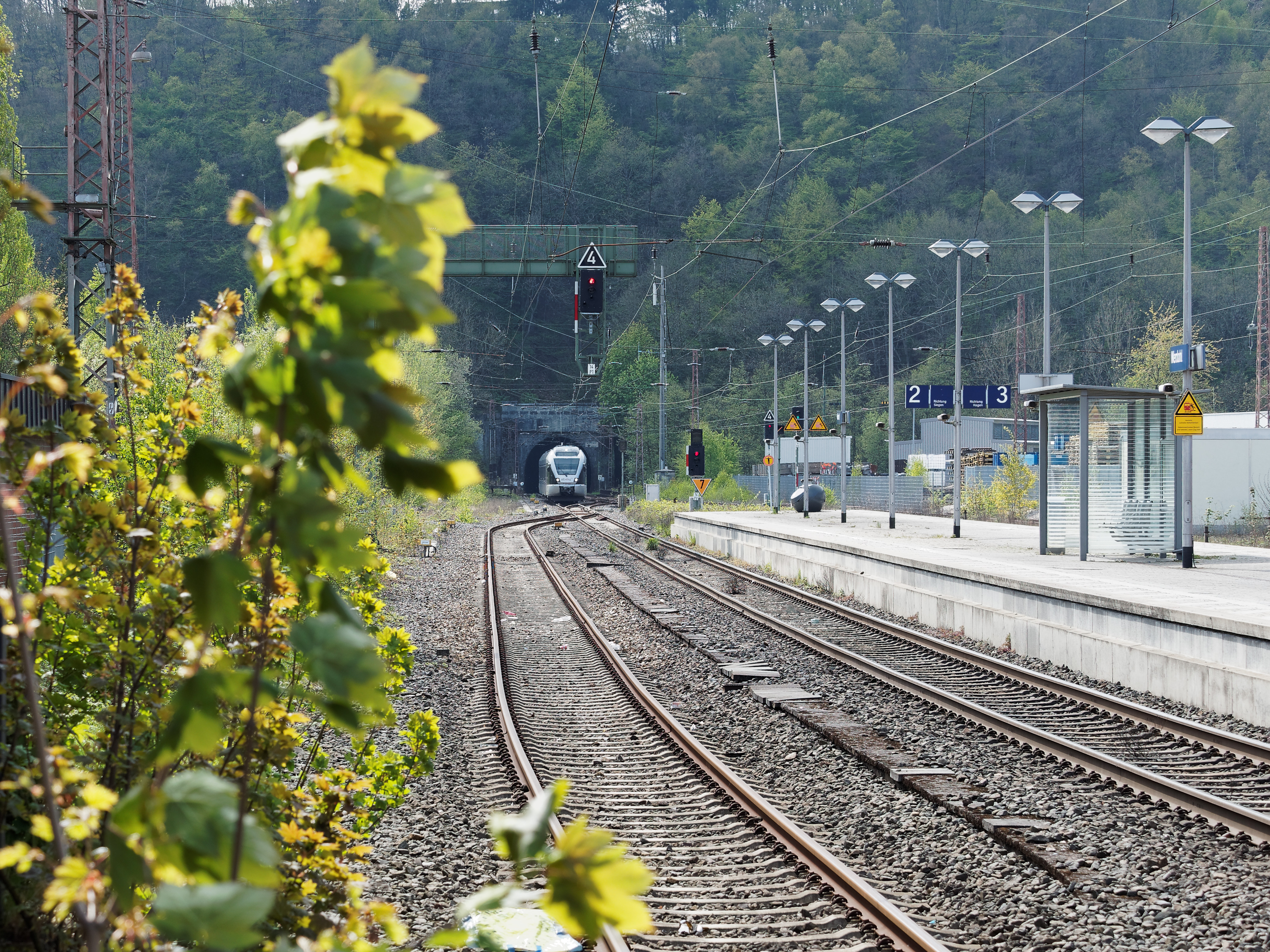
Bahnsteig mit Blick auf den Ütterlingser Tunnel

Der Bahnhof Werdohl wird derzeit von je einer Regionalbahn- und einer Regional-Express-Linie angefahren. Seit Dezember 2021 fährt die Intercity-Linie 34 Frankfurt–Dortmund–Münster nach dem Vorbild der eingestellten Interregio-Linie und hat teilweise Leistungen des Nahverkehrs übernommen. Hier werden zwischen Dillenburg und Dortmund Nahverkehrstickets anerkannt. Nicht alle Fahrten der IC-Linie 34 halten in Werdohl. 
| Linie | Linienverlauf | Grundtakt                                   |
| ----- | --- | ------------------------------------------- |
| RE 34 | Dortmund-Siegerland-Express: Dortmund Hbf – Witten Hbf – Hagen-Hohenlimburg – Iserlohn-Letmathe – Altena (Westf) – Werdohl – Plettenberg – Finnentrop – Lennestadt-Grevenbrück – Lennestadt-Altenhundem – Kirchhundem-Welschen Ennest – Kreuztal – Siegen-Weidenau – Siegen Hbf Stand: Fahrplanwechsel Dezember 2024                                                           | 60 min, 120 min                             |
| IC 34 | von Münster kommend: Dortmund Hbf – Witten Hbf – Iserlohn-Letmathe – Altena (Westf) – Werdohl – Plettenberg – Finnentrop – Lennestadt-Grevenbrück – Lennestadt-Altenhundem – Kreuztal – Siegen-Weidenau – Siegen Hbf – Dillenburg, dann weiter nach Frankfurt (Main) Freigabe für Nahverkehrstickets nur zwischen Dortmund und Dillenburg Stand: Fahrplanwechsel Dezember 2024 | 120 min, 240 min                            |
| RB 91 | Ruhr-Sieg-Bahn: Hagen Hbf – Hohenlimburg – Iserlohn-Letmathe – Altena (Westf) – Werdohl – Plettenberg – Finnentrop – Lennestadt-Grevenbrück – Lennestadt-Meggen – Lennestadt-Altenhundem – Kirchhundem – Kirchhundem-Welschen Ennest – Kreuztal-Littfeld – Kreuztal-Eichen – Kreuztal – Siegen-Geisweid – Siegen-Weidenau – Siegen Hbf Stand: Fahrplanwechsel Dezember 2023    | 60 min (werktags) 120 min (sonn-/feiertags) |

## Busverkehr
Vom Bahnhofsvorplatz verkehren – neben dem Stadtverkehr Werdohl – Buslinien nach Altena, Lüdenscheid, Neuenrade und Plettenberg.
| Linie       | Linienverlauf | Takt in Minuten (Mo–Fr) | Takt in Minuten (Sa)        | Takt in Minuten (So)   |
| ----------- | --- | ----------------------- | --------------------------- | ---------------------- |
| S2          | Lüdenscheid, Bahnhof – Lüdenscheid, Sauerfeld ZOB – Lüd., Worth – Werdohl, Bf. – Plettenbg., Ohle Post – Plettenbg., Bf. – Plettenbg., Grünestr. ZOB          | 30 / 60                 | 60                          | 60                     |
| 36          | Werdohl, Kirche – Werdohl, Bahnhof – Werdohl, Ütterlingsen – Werdohl, Dresel – Altena, Stortel – Altena, Post – Altena, Am Markaner ZOB – Altena, Stadtwerke  | 60 / 120                | 120                         | kein Verkehr           |
| 60          | Werdohl, Bf. – Werd., Kirche – Werd., Bausenberg – Neuenrade, Wilhelmshöhe – Neuenrade, Mitte – Neuenrade, Bf. – Neuenr., Bauhof – Neuenr., Küntrop Wendest.  | 30 / 60                 | 60                          | 60                     |
| 61          | Lüdenscheid, Kulturhaus – Lüdenscheid, Sauerfeld ZOB – Lüdenscheid, Worth – Werdohl, Kleinhammer – Werdohl, Blechhammer – Werdohl, Kirche – Werdohl, Bf.      | 30 / 60                 | 60                          | 60                     |
| 62          | Werdohl, Kirche – Werdohl, Bahnhof – Werdohl, Ütterlingsen – Werdohl, Danziger Straße – Werdohl, Berliner Straße – Werdohl, Leipziger Straße                  | 30 / 60                 | 60                          | 60                     |
| 63          | Werdohl, Bahnhof – Werdohl, Kirche – Werdohl, Blechhammer – Werdohl, Kleinhammer – Werdohl, Schulzentrum Riesei – Werdohl, Parkplatz Riesei                   | 30 / 60                 | 60 / kein Verkehr           | kein Verkehr           |
| 64          | Werdohl, Rodt – Werdohl, Bahnhof – Werdohl, Kirche – Werdohl, Krankenhaus – Werdohl, Am Paulstück – Werdohl, Oberer Bausenberg – Werdohl, Hartmecke           | 60                      | 60 / 60 (Anruflinienfahrt)  | 60 (Anruflinienfahrt)  |
| 65          | Werdohl, Bahnhof – Werd., Kirche – Werd., Königsburg – Werd., In der Becke – Werdohl, Königsburg – Werdohl, Kirche – Werdohl, Bahnhof                         | 30 / 60                 | 60                          | 60                     |
| 66          | Werdohl, Seniorenheim Forsthaus – Werdohl, Bahnhof – Werdohl, Kirche – Werdohl, Kleinhammer – Werdohl, Bremfeld – Werdohl, Am Großen Stück                    | 60 (Anruflinienfahrt)   | 60 / 120 (Anruflinienfahrt) | 120 (Anruflinienfahrt) |
| 260         | Werdohl, Bf. – Werd., Kirche – Werd., Bausenberg – Neuenrade, Wilhelmshöhe – Neuenr., Mitte – Neuenr., Bf. – Neuenr., Küntrop Wendest. – Altena, Nettenscheid | kein Takt               | kein Verkehr                | kein Verkehr           |
| 274         | (Neuenrade, Küntrop – Neuenr., Bf. – Neuenr., Mitte – Neuenr., Wilhelmsh.) / (Werdohl, Bf. – Werd., Kirche) – Werd., Kettling – Plettenberg, Böddinghausen    | kein Takt               | kein Verkehr                | kein Verkehr           |
| Bürgerbus 1 | Werdohl, Bf. – Werdohl, Kirche – Werdohl, Herbscheider Mühle – Werd., Kettling – Werdohl, Herbscheider Mühle – Werdohl, Kirche – Werdohl, Bahnhof             | 120 / 240               | kein Verkehr                | kein Verkehr           |
| Bürgerbus 2 | Werdohl, Bahnhof – Werdohl, Derwentsider Straße – Werdohl, Wilhelmshöhe – Werd., Eggenpfad – Werd., Wilhelmshöhe – Werd., Derwentsider Str. – Werd., Bf.      | 120 / 240               | kein Verkehr                | kein Verkehr           |
| Bürgerbus 3 | Werdohl, Bf. – Werdohl, Kirche – Werd., Versevörde – Werd., Pungelscheid I – Werdohl, Waldstr. – Werdohl, Versevörde – Werdohl, Kirche – Werdohl, Bahnhof     | 120 / 240               | kein Verkehr                | kein Verkehr           |